# Inčukalns underjordiska naturgasdepå
Inčukalns underjordiska naturgasdepå (lettiska: Inčukalna pazemes gāzes krātuve), nära Inčukalns i Lettland, är ett underjordiskt naturgaslager i berggrunden. Det drivs av företaget Conexus Baltic Grid.
Anläggningen är det enda underjordiska naturgaslagret i de baltiska länderna och har som syfte att stabilisera distributionen av gas, i första hand i de baltiska länderna, inklusive säsongskillnader mellan vinter och sommar.
Depån har en högsta kapacitet på 4,47 miljarder kubikmeter. Lagret täcker en markyta på 25 kvadratkilometer och sträcker sig ungefär från Murjani till Inciems. Markanläggningen ligger söder om Ragana.
Gasen i lagret har ett tryck på mellan 24 och 105 bar. 

## Historik
De baltiska länderna har ett poröst lager av sandsten på olika djup (från 300 meter till 2.200 meter), som är mättat på grundvatten. I Lettland ligger dess porösa sandstenslager i den så kallade Deimenaformationen på ett idealiskt djup för att anlägga lager. I Estland ligger de alltför nära markytan (300 meter), medan de i Litauen och Ryssland ligger för djupt (2.200–3.000 meter). 
I regionen vid Inčukalns ligger Deimenaformationen på 700 meters djup och täcks av gastäta bergslager på ömse sidor. År 1962 inleddes detaljundersökningar för att utreda om platsen var lämplig för ett naturgaslager. Undersökningarna gav ett positivt resultat och 1966 inleddes byggnationsarbetena. År 1969 var lagret klart att tas i bruk och 1972 byggdes en naturgasledning som via lagret anslöt Lettlands naturgasnät till gasfälten i Sibirien.